# گروه برویل
گروه برویل (انگلیسی: Breville Group) شرکت لوازم خانگی استرالیایی است، که در سال ۱۹۳۲ تأسیس شد.
برویل، یک تولیدکننده و بازاریاب چندملیتی استرالیایی لوازم خانگی است که دفتر مرکزی آن در الکساندریا، حومه داخلی سیدنی، نیو ساوت ولز، استرالیا واقع شده است. برندهای این شرکت شامل برویل، سیج، کامبروک، باراتزا و لِلیت است. برویل محصولات خود را در سراسر جهان با استفاده از برند همنام خود برویل به بازار عرضه می‌کند، به جز در اروپا که از برند سیج استفاده می‌شود.
برویل بیشتر به خاطر لوازم خانگی خود، به ویژه مخلوط‌کن‌ها، دستگاه‌های قهوه‌ساز، توسترها، کتری‌ها، مایکروویوها و آون‌های توستر شناخته می‌شود. از سال ۲۰۱۶، این شرکت همچنین دستگاه‌های قهوه‌ساز را برای نسپرسو تولید کرده و سایر محصولات نسپرسو، از جمله سری دستگاه‌های "اینیسیا"، "ورت‌" و "سیتیز" را در استرالیا، نیوزیلند، ایالات متحده آمریکا و کانادا توزیع کرده است.